# Pronola diffusa
Pronola diffusa är en fjärilsart som beskrevs av William Schaus 1899. Pronola diffusa ingår i släktet Pronola och familjen björnspinnare. Inga underarter finns listade i Catalogue of Life.